# Al-Biruní
Abu-r-Rayhan Muhàmmad ibn Àhmad al-Biruní o Beruni (persa: ابوریحان بیرونی; àrab: أَبُو الرَّيْحَان مُحَمَّد بْن أَحْمَد البِيرُونِي, Abū r-Rayḥān Muḥammad b. Aḥmad al-Bīrūnī), més conegut simplement com al-Biruní i, de vegades, com al-Khwarizmí (Kath, 15 de setembre del 973 - Gazni 13 de desembre del 1048) fou un erudit musulmà xiïta d'origen persa tadjik. Durant l'edat d'or de l'islam va contribuir a la introducció del mètode científic a la mecànica medieval i va contribuir de manera important en els dominis de les matemàtiques, la filosofia, la medicina, i les ciències. Ha estat anomenat de diverses maneres: el fundador de la indologia, el Pare de la Religió comparada, el Pare de la geodèsia moderna, i és considerat el primer antropòleg.

## Biografia
Va estudiar a Kath (Coràsmia, avui al Karakalpakistan) fins als 25 anys. Va viatjar a Bukharà, on l'emir samànida Mansur II ibn Nuh (997-999) fou el seu benefactor; després va anar a Gurgan a la cort de l'emir ziyàrida Qabus ibn Wuixmaguir, que acabava de tornar de l'exili (998), i vers el 1000 va escriure la seva primera obra sobre el calendari i les eres i sobre diversos problemes matemàtics i astronòmics. Després va anar a Rayy. El 1008, va tornar al seu país, va servir el xa de Coràsmia, Abu-l-Abbàs Mamun ibn Mamun. A la mort del xa a mans de les seves tropes revoltades (1016-1017), els gaznèvides van ocupar el país i al-Biruní fou portat a Gazni, la seva capital. A la cort gaznèvida, fou astròleg i va acompanyar Mahmud de Gazni en algunes expedicions; llavors, va escriure una cèlebre descripció de la societat i les ciències de l'Índia de l'època (1030). A Massud I ibn Mahmud, li va dedicar la seva tercera obra principal el Kitab al-qanun al-massudí fi-l-haya wa-n-nujum.
Els califes abbàssides van promoure la investigació astronòmica, perquè aquesta investigació no només tenia una dimensió científica sinó també religiosa: a l'islam el culte i l'oració requereixen un coneixement de les direccions precises dels llocs sagrats, que només es pot determinar amb precisió mitjançant l'ús de dades astronòmiques, i va ser un important contribuïdor a la geodèsia i la geografia, introduint tècniques de mesurament de la terra per triangulació, i calculant que el radi de la Terra hauria de ser 6.339,6 km, la millor de l'època. El seu cànon conté una taula amb les coordenades de sis-cents llocs. Va escriure sobre els seus coneixements sobre la llum, afirmant que la seva velocitat ha de ser immensa en comparació amb la velocitat del so.
Va escriure una farmacopea, el Kitab as-sàydala fi-t-tibb (‘Llibre sobre la farmacopea de la medicina’). Enumera sinònims de noms de drogues en siríac, persa, grec, balutxi, afganès, kurd i algunes llengües índies. Va utilitzar una balança hidroestàtica per determinar la densitat i la puresa de metalls i pedres precioses. Va classificar les gemmes segons el que considerava les seves propietats físiques primàries, com la gravetat específica i la duresa, més que la pràctica habitual de l'època de classificar-les per color.
Al-Biruní és considerat com una de les autoritats musulmanes més importants en la història de la religió. És conegut com un pioner en el camp de la religió comparada en el seu estudi, entre altres creences, del zoroastrisme, el judaisme, l'hinduisme, el cristianisme, el budisme i l'islam.
Va escriure moltes altres obres, almenys 103 més, deu que no va arribar a acabar, dotze compostes en nom seu per Abu-Nasr Mansur, dotze compostes per Abu-Sahl i una per Abu-Alí al-Hàsan ibn Alu al-Jilí; és a dir, en total 138 títols. La data tradicional de la seva mort, l'any 1048. la dona al-Ghadanfar, però com que se sap que va viure més de 80 anys lunars probablement fou dos o tres anys després, vers 1050.
Les seves obres principals són:
- Cronologia de les antigues nacions
- Descripció de l'Índia (àrab: تحقيق ما للهند من مقولة مقبولة في العقل أو مرذولة, Taḥqīq mā li-l-Hind min maqūla maqbūla fī al-ʿaql aw marḏūla, ‘Estudi sobre l'Índia, d'allò que és acceptable racionalment i d'allò rebutjable’)
- Sobre els signes que romanen dels segles passats (àrab: الآثار الباقية عن القرون الخالية, Al-aṯār al-bāqiya ʿan al-qurūn al-ẖāliya. ‘Els signes que romanen dels segles passats’)
- El cànon de Massud (àrab: القانون المسعودي, Al-qānūn al-masʿūdī, ‘El cànon de Massud’)
- Llibre d'instrucció sobre els elements dels art i l'astrologia (àrab: التفهيم لصناعة التنجيم, At-tafhīm li-ṣināʿat at-tanjīm, ‘La comprensió de l'art de l'astrologia’)
- Llibre sobre la farmacopea de la medecina (àrab: كتاب الصيدلة, Kitāb aṣ-ṣaydala, ‘Llibre de la farmacologia’).
- Gemmes (àrab: الجماهر في معرفة الجواهر, Al-jamāhir fī maʿrifat al-jawāhir, ‘La munió en el coneixement de les gemmes’), sobre geologia, minerals i gemmes
- L'astrolabi (àrab: الإسطرلاب, Al-asṭurlāb, ‘L'astrolabi’)
- Biografies de Mahmud de Ghazni i del seu pare Sebuktegin
- Història de Khawarizm
- Epístola d'al-Biruní (àrab: رسالة البيروني, Risāla al-Birūnī, ‘Carta d'al-Biruní’)
- Ghurrat al-zījāt, que és una traducció a l'àrab del tractat indi Karanatilaka de Vijayanandi.

## Astronomia

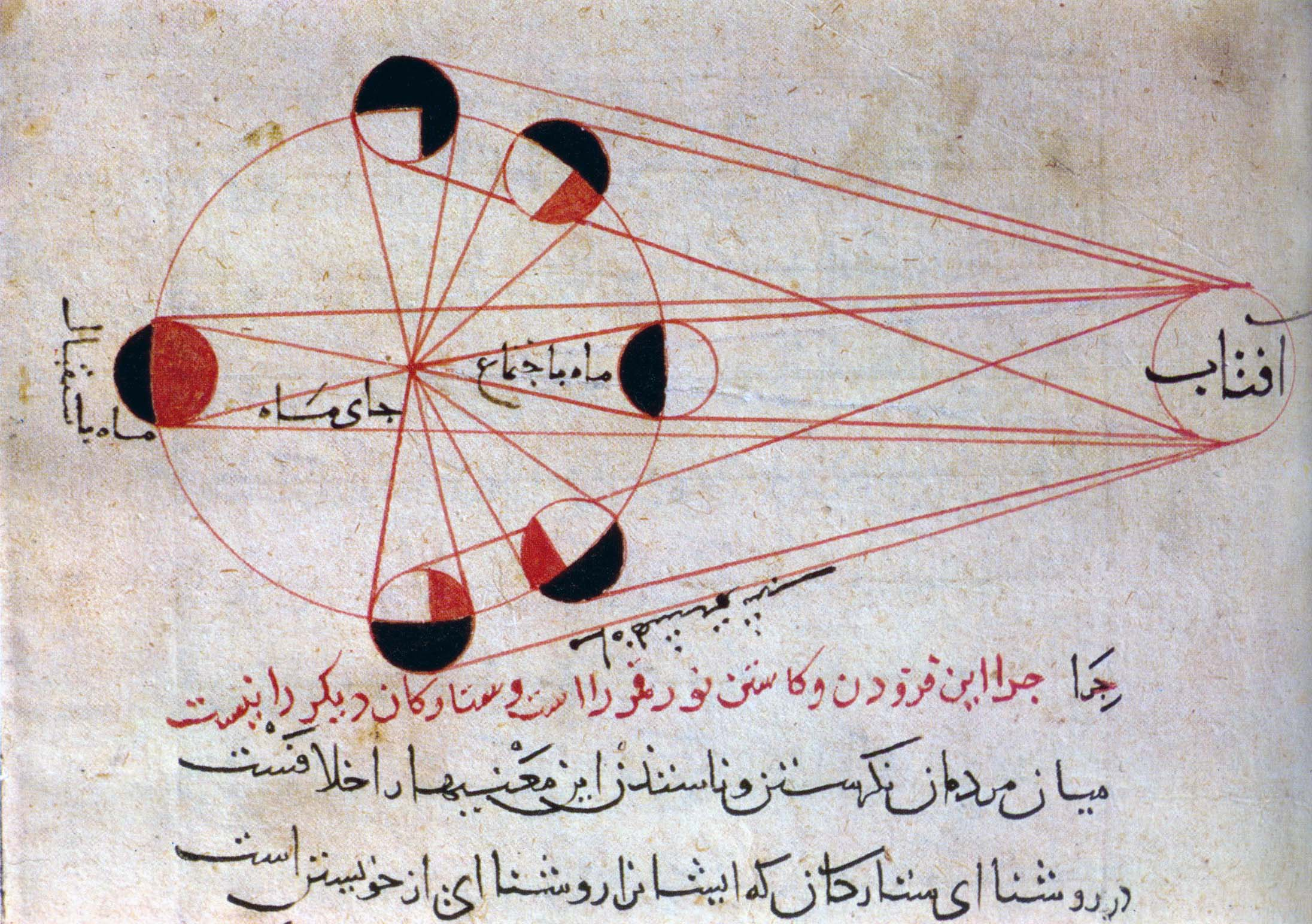
Un diagrama anotat que explica les fases de la lluna d'un dels treballs astronòmics d'Al-Biruní. Sol (extrema dreta) – Fases de la Terra (extrema esquerra) i lunar

Dels 146 llibres escrits per al-Biruní, 95 estan dedicats a l'astronomia, les matemàtiques i temes relacionats com la geografia matemàtica. Va viure durant l'Edat d'Or islàmica, quan els califes abbàssides van promoure la investigació astronòmica.
Per dur a terme la seva investigació, al-Biruní va utilitzar una varietat de tècniques diferents depenent del camp d'estudi particular implicat.
La seva obra principal sobre astrologia és principalment un text astronòmic i matemàtic. Hi afirma: «He començat amb la geometria i he passat a l'aritmètica i la ciència dels nombres, després a l'estructura de l'Univers i finalment a l'astrologia judicial, per ningú que sigui digne de l'estil i el títol d'astròleg que no està ben familiaritzat amb aquests per a ciències». En els capítols anteriors posa les bases del capítol final, sobre el pronòstic astrològic, que critica. Va ser el primer a fer la distinció semàntica entre astronomia i astrologia i, en un treball posterior, va escriure una refutació de l'astrologia, en contraposició a la legítima ciència de l'astronomia, a la qual expressa un suport de tot cor. Alguns suggereixen que les seves raons per refutar l'astrologia es relacionen amb els mètodes utilitzats pels astròlegs basats en la pseudociència més que en l'empirisme i també amb un conflicte entre les opinions dels astròlegs i les dels teòlegs ortodoxos de l'islam sunnita.

A Tahqiq ma li-l-Hind va escriure un extens comentari sobre l'astronomia índia, principalment de l'obra d'Aryabhata, en què afirma haver resolt la qüestió de la rotació de la Terra en un treball sobre astronomia que ja no existeix, el seu Miftah ilm al-haya (‘Clau de l'astronomia’):
| « | La rotació de la terra no afecta de cap manera el valor de l'astronomia, ja que totes les aparences de caràcter astronòmic es poden explicar tan bé segons aquesta teoria com amb l'altra. Hi ha, però, altres motius que ho fan impossible. Aquesta pregunta és la més difícil de resoldre. Els més destacats dels astrònoms moderns i antics han estudiat profundament la qüestió del moviment de la terra i han intentat refutar-la. Nosaltres també hem compost un llibre sobre el tema anomenat Miftah ilm al-haya ('Clau de l'astronomia'), en el qual creiem que hem superat els nostres predecessors, si no en les paraules, en tot cas en la matèria. | » |

En la seva descripció de l'astrolabi d'al-Sijzí insinua els debats contemporanis sobre el moviment de la Terra. Va mantenir una llarga correspondència i de vegades acalorada debat amb Avicenna, en el qual al-Biruní ataca repetidament la física celeste d'Aristòtil: argumenta mitjançant un simple experiment que l'estat del buit ha d'existir; està «sorprès» per la debilitat de l'argument d'Aristòtil contra les òrbites el·líptiques sobre la base que crearien un buit; ataca la immutabilitat de les esferes celestes.
En la seva obra astronòmica principal, el Cànon de Massud, al-Biruní va observar que, al contrari del que diu Ptolemeu, l'apogeu del Sol (punt més alt del cel) era mòbil, no fix. Va escriure un tractat sobre l'astrolabi, descrivint com utilitzar-lo per indicar l'hora i com a quadrant per a la topografia. Un diagrama particular d'un dispositiu de vuit engranatges es podria considerar un avantpassat dels astrolabis i rellotges musulmans posteriors. Més recentment, Dunthorne va utilitzar les dades dels eclipsis d'al-Biruní el 1749 per ajudar a determinar l’acceleració de la Lluna, i les seves dades sobre els temps dels equinoccis i els eclipsis es van utilitzar com a part d'un estudi de la rotació passada de la Terra.

## Refutació de l'Univers Etern
Com els seguidors posteriors de l'escola aixarita, com Abu-Hàmid al-Ghazalí, al-Biruní és famós per defensar amb vehemència la posició majoritària sunnita que l'univers va tenir un començament, sent un ferm defensor de la creatio ex nihilo, refutant específicament el filòsof Avicenna en una extensa correspondència entre tots dos. Al-Biruní va declarar:
| « | Altres persones, a més, tenen aquesta insensata persuasió, que el temps no té cap termini. | » |

Va afirmar, a més, que Aristòtil, els arguments del qual utilitza Avicenna, es va contradir quan va afirmar que l'univers i la matèria tenen un inici mentre s'aferrava a la idea que la matèria és preeterna. En les seves cartes a Avicenna, va afirmar l'argument d'Aristòtil, que hi ha un canvi en el creador. A més, va argumentar que afirmar que hi ha un canvi en el creador significaria que hi ha un canvi en l'efecte (és a dir, que l'univers ha canviat) i que l'univers que sorgeix després de no existir és un canvi (i, per tant, argumentar que no hi ha cap canvi). – sense principi – vol dir que Aristòtil creu que el creador està negat). Al-Biruní estava orgullós del fet que seguia l'evidència textual de la religió sense ser influenciat per filòsofs grecs com Aristòtil.

## Física
Al-Biruní va contribuir a la introducció del mètode científic a la mecànica medieval. Va desenvolupar mètodes experimentals per determinar la densitat, utilitzant un tipus particular d’equilibri hidroestàtic. El mètode d'al-Biruní d'utilitzar l'equilibri hidroestàtic era precís, i va poder mesurar la densitat de moltes substàncies diferents, incloent-hi metalls preciosos, gemmes i fins i tot aire. També va utilitzar aquest mètode per determinar el radi de la terra, cosa que va fer mesurant l'angle d'elevació de l'horitzó des del cim d'una muntanya i comparant-lo amb l'angle d'elevació de l'horitzó d'una plana propera.
A més de desenvolupar l'equilibri hidroestàtic, al-Biruní també va escriure extensament sobre el tema de la densitat, incloent els diferents tipus de densitats i com es mesuren. El seu treball sobre el tema va ser molt influent i més tard va ser utilitzat per científics com Galileu i Newton en les seves pròpies investigacions.

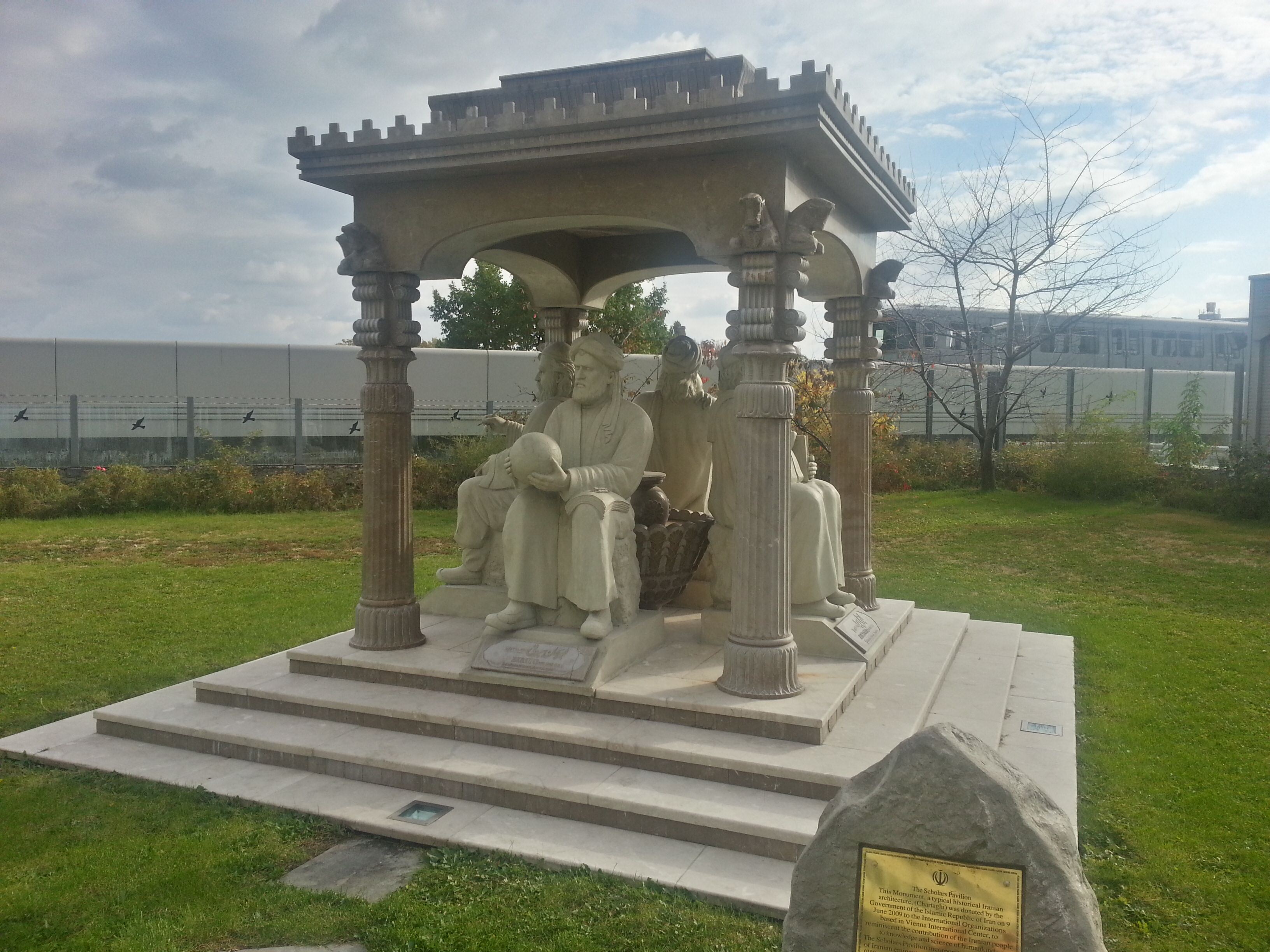
L'estàtua d'Al-Biruni al Pavelló de Nacions Unides de Viena.

## Llegat
Tot i que alguns autors contemporanis o propers, com al-Bayhaki, Gardezi, al-Hamawí o Nizami Aruzi, es refereixen a ell i a les seves obres, el cert és que no va ser citat ni estudiat a la seva posteritat. Només en els anys 1950's es va editar i traduir a l'anglès la seva obra sobre l'Índia per necessitats polítiques del Raj Britànic. En l'actualitat la recerca sobre la seva extensa obra és força activa i es considera que la influència del seu pensament en la posteritat ha estat molt significativa, sobre tot a través de les obres d'Avicena i d'Averrois.
El juny de 2009, Iran va donar un pavelló a l'Oficina de les Nacions Unides a Viena, ubicat a la plaça commemorativa central del Centre Internacional de Viena i anomenat Pavelló dels Estudiosos, inclou les estàtues de quatre erudits iranians destacats: Avicena, Al-Biruní, Ar-Razí (Rhazes) i Omar Khayyam.
El cràter lunar Al-Biruní i l'asteroide 9936 Al-Biruni reben el seu nom en el seu honor. L'illa de Biruní a l'Antàrtida rep el nom d'al-Biruní. A l'Iran, els enginyers de topografia celebren el dia de l'aniversari d'al-Biruní.